# Провинција Сагами
Сагами (јап. 相模国) је једна од 66 историјских провинција Јапана, која је постојала од почетка 8. века (закон Таихо из 703. године) до Мејџи реформи у другој половини 19. века. Сагами се налазио на јужној обали острва Хоншу, у области Токаидо.
Царским декретом од 29. августа 1871. све постојеће провинције замењене су префектурама. Територија Сагамија одговара централном и западном делу данашње префектуре Канагава.

## Географија
Сагами се на југу отварао у истоимени залив у Тихом окену, а на северу се граничио са провинцијама Мусаши и Кај, а на западу са провинцијама Суруга и Изу.